# Philomecyna spinosa
Philomecyna spinosa är en skalbaggsart som först beskrevs av Aurivillius 1907.  Philomecyna spinosa ingår i släktet Philomecyna och familjen långhorningar. Inga underarter finns listade i Catalogue of Life.